# Puchar Polski w piłce siatkowej kobiet (2002/2003)
Puchar Polski w piłce siatkowej kobiet 2002/2003 – 46. sezon rozgrywek o siatkarski Puchar Polski, rozgrywany od 1932 roku.

## Rozgrywki

### Półfinał
| Data       | Drużyna 1                     | Wynik | Drużyna 2       | Sety                              |
| ---------- | ----------------------------- | ----- | --------------- | --------------------------------- |
| 07.03.2003 | PTPS Nafta Gaz Piła           | 3:0   | Autopart Mielec | 25:23, 25:13, 25:18               |
| 07.03.2003 | GCB Gazeta Pomorska Bydgoszcz | 2:3   | Gwardia Wrocław | 18:25, 23:25, 25:19, 25:12, 11:15 |

### Finał
| Data       | Drużyna 1           | Wynik | Drużyna 2       | Sety                |
| ---------- | ------------------- | ----- | --------------- | ------------------- |
| 09.03.2003 | PTPS Nafta Gaz Piła | 3:0   | Gwardia Wrocław | 25:20, 26:24, 25:15 |

## Klasyfikacja końcowa
| Miejsce | Drużyna                       |
| ------- | ----------------------------- |
| 1.      | PTPS Nafta Gaz Piła           |
| 2.      | Gwardia Wrocław               |
| 3-4.    | GCB Gazeta Pomorska Bydgoszcz |
| 3-4.    | Autopart Mielec               |